# Ермолово (Опочецкий район)
Ермолово — деревня в Опочецком районе Псковской области России. Входит в состав Пригородной волости.

## География
Деревня находится в юго-западной части Псковской области, в зоне хвойно-широколиственных лесов, к западу от автодороги 58К-284, на расстоянии примерно 19 километров (по прямой) к юго-западу от города Опочки, административного центра района. Абсолютная высота — 126 метров над уровнем моря.

### Климат
Климат характеризуется как умеренно континентальный, влажный. Средняя многолетняя температура самого холодного месяца (января) составляет −7,3 °С (абсолютный минимум — −42 °C), средняя температура самого тёплого (июля) — 18°С (абсолютный максимум — 36 °C). Продолжительность безморозного периода составляет в среднем 137 дней. Среднегодовое количество осадков — 562 мм, из которых 405 мм выпадает в период с апреля по октябрь.

### Часовой пояс
Деревня Ермолово, как и вся Псковская область, находится в часовой зоне МСК (московское время). Смещение применяемого времени относительно UTC составляет +3:00.

## Население
| 2001 | 2002 | 2010 | 2012 | 2013 | 2014 | 2015 |
| ---- | ---- | ---- | ---- | ---- | ---- | ---- |
| 0    | →0   | ↗1   | ↘0   | →0   | →0   | →0   |
| 2016 |      |      |      |      |      |      |
| →0   |      |      |      |      |      |      |